# Кирдан Корабел
Ки́рдан Корабе́л (англ. Círdan the Shipwright) — персонаж в легендариуме Дж. Р. Р. Толкина, эльф из племени тэлери, ко Второй эпохе — старейший эльф, обитающий в Средиземье. Родственник Олвэ, короля тэлери в Валиноре, и Эльвэ, известного более под именем Тингола, короля Дориата и верховного правителя всех синдар Белерианда.

## Имя и описание
Имя Кирдан фактически является прозвищем, так как в переводе с синдарина и означает «корабел», то есть «кораблестроитель». На квенья оно звучит как Кирьятан.
Собственное имя Кирдана на праязыке эльфов было Новэ (Nōwē).
Особого внимания заслуживает внешность Кирдана — по-видимому, он единственный из эльфов Средиземья носил бороду, что указывало на его долгую даже для эльфа жизнь.
В 1990-е годы, из-за слабой осведомленности о вымышленной эльфийской фонетике, имя «Círdan» транскрибировалось разными переводчиками как «Кэрдан», «Сирдан» и даже «Цирдан» (также как «Cellegorm» транскрибировалось «Целлегорм»)

## Биография
Кирдан вместе с вождями тэлери Эльвэ и Ольвэ отозвался на Зов Валар и принял участие в переселении эльфов в Аман. Однако после того, как большая часть его народа была перемещена на чудесном острове Тол Эрессеа в Валинор, за оставшимися на берегах Средиземья так никто и не вернулся. Кирдан стал правителем этого «забытого» народа (в переводе с синдарина — эглат) и правил в гаванях Фаласа — Бритомбаре и Эгларесте.
Во время Первой битвы Белерианда народ Кирдана был отрезан армиями Моргота от помощи его дориатского родича Тингола и только неожиданная помощь в лице вернувшихся в Средиземье Феанора и его воинов спасла народ фалатрим от полного истребления.
После разорения Гаваней во дни Нирнаэт Арноэдиад бежал с Гиль-галадом на остров Балар.
После разрушения Белерианда в ходе Войны гнева оставшиеся из народа Кирдана, не пожелавшие переправиться в Аман, поселились на северо-западных берегах Средиземья, у подножия гор Эред Луин, где был воздвигнут город-порт Митлонд, или Серые гавани. Именно отсюда эльфы Средиземья могли по своему желанию переселиться в Аман.
Также Кирдан стал первым владельцем Кольца огня — Нарья и членом Белого совета, однако впоследствии он передал его Гэндальфу. В начале Третьей эпохи он первым встретил магов ордена Истари, прибывших из Валинора.
Кирдан оставался в Средиземье до тех пор, пока Серые гавани не покинул последний эльфийский корабль.

## Образ Кирдана в адаптациях
Камео Кирдана в первом и третьем фильмах кинотрилогии Питера Джексона сыграл Майкл Элсворт.
В телесериале «Властелин колец: Кольца власти» роль Кирдана исполняет Бен Дэниелс.